# WWE Raw
WWE Raw  este o emisiune de televiziune săptămânală de wrestling produsă de WWE, care prezintă evenimentele desfășurate în cadrul diviziei RAW, divizia de wrestling de top a WWE.
Alături de WWE Raw, wwe mai produce altă emisiune de televiziune: WWE Friday Night SmackDown!', care surprine evenimentele petrecute în cealaltă divizie de wrestling ale companiei.

## Episoade
Reprezentația a apărut prima dată la televizor pe data de 11 ianuarie 1993 sub numele de WWF Monday Night RAW pe postul de televiziune american USA Network. Audiențele erau foarte mici, asftel încât după o scurtă perioadă WWF Monday Night RAW a devenit un show live care se desfășura într-o arenă foarte mare cu mulți spectatori.
În primul episod a apărut Yokozuna care îl învingea pe Koko B.Ware, Frații Steiner care îi învingeau pe Executioners, campionul intercontinental Shawn Michaels care îl învingea pe Max Moon și The Undertaker care îl învingea pe Damien Demento, însă în show a apărut și un segment care cuprindea un interviu cu Razor Ramon.
Episodul 2(18 ianuarie 1993): Show-ul a debutat cu atacul unui clown din mulțime asupra lui Macho Man.In primul meci Terrific Terry Taylor este învins de MR.Perfect deși cel de-al doilea a fost atacat de Ric Flair.La finalul partidei Bret "Hitman" Hart intra in ring și participă la un interviu.In al doilea meci Marty Janetty îl învinge pe Glen Ruth și câștigă șansă de a lupta pentru centura intercontinentala împotriva lui Shawn Michaels.Ultimul meci al serii dintre Ric Flair și El Matador rămâne nedecis după ce Flair este atacat de MR. Perfect și fuge in culise.Showul a avut și convorbiri telefonice in timpul meciurilor  dintre comentatori și Booby The "Brain" Heenan respectiv Shawn Michaels.La finalul show-ului același Booby Heenan îi fura mașină comentatorului 

## Emisiunea "RAW is WAR"
Începând cu data de 3 februarie 1997 Monday Night RAW a devenit un show de wrestling de două ore,și folosind ca o poreclă numele de Attitude Era.În acea perioadă ratingurile pentru Monday Night RAW au crescut considerabil peste cele WCW Nitro cu care se afla în conflict direct.
Pe data de 17 februarie 1997 Jerry Lawler provoca Extreme Championship Wrestling(ECW) pentru meciuri cu cei din WWF.În acea perioadă în show-ul săptămânal WWF Monday Night RAW au apărut diferite superstaruri din Extreme Championship Wrestling cum ar fi: Tazz, Mikey Whipwreck, Sabu, Tommy Dreamer, D-Von Dudley, și the Sandman.
WWF Monday Night RAW avea o audiență mult mai mare decât WCW Monday Nitro și treptat multe superstaruri din WCW și-au făcut debutul în WWF și în scurt timp au ajuns în main-event luptători precum Chris Jericho;Chris Benoit și Eddie Guerrero.
Sfârșitul Luptelor
După bătălia dintre WWF Monday Night RAW și WCW Monday Nitro în cele din urmă WWF a câștigat mai multă audiență decât WCW iar acesta s-a oprit din funcțiune.Însă în scurt timp Shane a transmis un mesaj tatălui său patronul WWF Vince McMahon spunându-i că deține WCW.De atunci a pornit storyline-ul The Invasion.
Pe data de 25 septembrie 2000 RAW s-a mutat de la televiziunea de la care a pornit USA Network semnând un contract cu TNN (care mai târziu și-a schimbat numele în Spike TV).
Extensia Rosterului
în anul 2002 WWF și-a schimbat numele în WWE folosind sloganul "GET THE F OUT".În anul 2004 RAW și SmackDown participau la un Draft Lottery.Acesta consta în alegerea unui supertar din alt roster și al lua în celălalt roster(Exemplu:Shelton Benjamin din SmackDown a fost trimis în RAW în urma extragerii numelui din cutia cu bile)
Înapoi la origine
Pe data de 10 martie 2005 WWE Monday Night RAW s-a întors înapoi la USA Network.
Primul show RAW înapoi la USA Network s-a numit WWE Homecoming unde au participat superstaruri cum ar fi Hulk Hogan, Steve Austin, Mick Foley, Triple H, Vince McMahon și legende cum ar fi Roddy Piper, Jimmy Hart, Jimmy Snuka și Harley Race.WWE Homecoming a fost un show care a durat 3 ore.În anul 2007 RAW și-a serbat aniversarea de 15 ani de existență 
într-un show de 3 ore în care nu au lipsit legende ca Steve Austin și Hulk Hogan.
Spre sfârșitul anului 2007 Raw a trecut la HD.În 2008 Raw a înregistrat recordul de cel mai longeviv show de divertisment(800 episoade).
Campioni:
Centura Universala: Seth Rollins
Centura la echipe: The Viking Raiders
Centura Statelor Unite: AJ Styles
Centura la echipe femei: The Kabuki Warriors
Centura la dive: Becky Lynch
WWE RAW se vede in Romania vineri seara de la ora 23 pe Telekom Sport 3.